# San Bautista
San Bautista – miasto w Urugwaju, w departamencie Canelones.